# 张梓轩
张梓轩（1993年7月20日—），中国大陸男歌手、音乐制作人，香港顺风时代国际传媒集团有限公司创始人。

## 生平经历
2011年，参与SMG东方广播FM103.7《LOVE RANIO》慈善专辑录制。
2012年，发行个人首张音乐专辑《Nessun Dorma》。同年9月担任第十四届上海国际艺术节的特邀嘉宾。
2013年发表学术文章《张梓轩对演唱普契尼男高音咏叹调的四个“到位”探讨》，在情感、声音、角色和咬字四个方面进行的分析讨论。同年，呼吁社会关注孤独儿童，并参与拍摄国家消防形象宣传片，同时发起艾滋病儿童艺术慈善计划。。
2014年，发行EP《Lasciachiopi-anga（中文：让我哭泣吧）》，正式出道演艺圈，并获音乐电台Music Radio蝉联冠军，连续两周获“中国音乐联播榜”内地榜上冠军，正式进入乐坛。
2015年6月，以现代民歌创作者的角度推出单曲《Beautiful China》，诠释家国情怀。11月，出席中国梦“传承 接力”并担任明星嘉宾。
2016年1月，接受为期一周的英國廣播公司國際頻道特地派记者采访，并对中国歌剧的未来表示希望。年底，受邀参加“中国消防在线”慈善活动。
2017年1月，以《Hello NewYork》的“贺岁”造型携手纽约时报并登上時報廣場大屏。同年10月，创办香港顺风时代国际传媒集团有限公司。
2018年，演唱并参与制作的《彼岸的枷锁》在全球各大音乐平台上线。同年2月，与倪睿思合作演绎《三生三世十里桃花》片尾曲《凉凉》。
2019年5月，受邀担任祝兰兰单曲《我要的未来》的音乐制作人，并负责整个音乐制作团队的运作。同年9月，受邀加盟李青阑演唱的新古典歌曲《II Mondo》的制作。10月，受邀与香港配乐大师黄英华合作《无心法师3》片头曲。
2020年11月17日，张梓轩领取ELLEMEN电影英雄盛典“年度原创音乐”大奖，并表示“音乐是一种讲究结构和关系的美学，是一种用讲述情绪、思想与故事的艺术”。同年11月，专辑《IL MONDO世界》上线。
2021年1月，受中国著名女高音歌唱家柯绿娃之邀担任新专辑《Moon River》的音乐制作人。1月28日，参与制作并由金圣权演绎的歌曲《Fly me to the moon》登陆音乐平台。2月，受邀参与由金天泽原创演唱单曲《Ave Maria》的制作并担任总制作人，该曲于2月26日在音乐平台上线，以思念家乡和表达对抗疫英雄的寄礼。同年4月，接受福布斯中国专访，在采访中提出“POP Classical古典融合”音乐的概念。4月底，发布专辑《挚爱》。

## 相关作品

### 单曲
| 歌曲名称                            | 发行时间      | 备注 |
| ----------------------------------- | ------------- | ---- |
| 《The Phantom of the Opera》        |               |      |
| 《Lasciachiopi-anga（让我哭泣吧）》 | 2014年2月1日  |      |
| 《美丽中国》                        | 2015年1月31日 |      |
| 《Beautiful China》                 | 2015年6月     |      |
| 《彼岸的枷锁》                      | 2018年1月31日 |      |
| 《凉凉》                            | 2018年2月1日  |      |
| 《IL MONDO世界》                    | 2020年11月20  |      |
| 《挚爱》                            | 2021年4月30日 |      |

### 专辑
| 专辑名称                               | 发行时间      | 专辑语言     | 备注 |
| -------------------------------------- | ------------- | ------------ | ---- |
| 《让我哭泣吧》                         | 2014年2月1日  | 中文（简体） |      |
| 《美丽中国》                           | 2015年1月31日 | 中文（简体） |      |
| 《è una catena ormai (International)》 | 2018年1月31日 | 意大利语     |      |
| 《彼岸的枷锁》                         | 2018年1月31日 | 意大利语     |      |
| 《凉凉》                               | 2018年2月1日  | 中文（简体） |      |
| 《IL MONDO世界》                       | 2020年11月20  | 意大利语     |      |
| 《挚爱》                               | 2021年4月30日 | 意大利语     |      |

## 人物评价
新浪新闻评价认为，张梓轩的嗓音艺术表现力和感染力较强，其作品热情奔放，充满动感。福布斯中国认为，张梓轩有独特的音乐风格，这种风格在其担任音乐制作人的时候融入进音乐中，受到好评。